# Leonard Vitreatoris z Dobczyc
Leonard Vitreatoris z Dobczyc de Dobschycze, niem. Leonhard von Dobschütz (ur. ok. 1450 w Dobczycach, zm. 1508) – polski uczony: astronom, astrolog i matematyk. W 1498 ukończył studia na Akademii Krakowskiej. W 1501 został doktorem  i dziekanem Akademii Krakowskiej.